# Ненецкий язык
Не́нецкий язык (самоназвание — ненэцяʼ вада [nʲenet͡sʲɑʔ wɑdɑ]) — язык уральской языковой семьи, относящийся к самодийским языкам. Национальный язык ненцев. Родственен таким языкам, как, например, энецкий и нганасанский, а также, намного более отдалённо, финский, коми и венгерский.
В 2010 году было около 22 тысяч носителей этого языка; в 2021-м — 24 487. Он распространён на обширной территории от восточного берега Канинского полуострова у Белого моря до Енисея. Является, наряду с русским, официальным языком в Ямало-Ненецком автономном округе, где особенно хорошо сохраняется среди кочующих оленеводов, и в Ненецком автономном округе. Традиционно язык принято делить на тундровый и лесной диалекты, однако в последнее время наблюдается склонность признавать их двумя разными языками: собственно ненецким (тундровым ненецким) и нешанским (лесным ненецким). В письменном виде существует главным образом тундровый ненецкий, у которого гораздо больше носителей. Это самый распространённый сегодня из самодийских языков, хотя и имеет статус находящегося под угрозой исчезновения. Письменность ненецкого языка существует в настоящее время на основе кириллицы.
Ненецкий — агглютинативно-суффиксальный язык без грамматического рода. У существительного выделяется три числа (единственное, двойственное и множественное) и семь-восемь падежей; есть притяжательные суффиксы. У глагола выделяется от трёх до пяти времён (неопределённое, прошедшее, хабитуальное, будущее и прошедшее в будущем), два вида, три спряжения и от 16 до 18 наклонений. Порядок слов — SOV (подлежащее — прямое дополнение — сказуемое). Словарный состав отличается большим количеством понятий, связанных с традиционными занятиями ненцев — оленеводством, рыбной ловлей и охотой, — а также имеет заимствования из русского языка.

## Лингвогеография и современное положение

### Ареал и численность
Язык распространён на большой территории на северо-западе Сибири в Ямало-Ненецком автономном округе (тундровый — в Надымском, Тазовском и Ямальском районах, а также на севере Приуральского района; лесной — на юге Надымского района и в Пуровском районе), Красноярском крае (бывший Усть-Енисейский район на территории Таймырского Долгано-Ненецкого района), Ненецком автономном округе (на севере, включая остров Колгуев), Ханты-Мансийском автономном округе (лесной ненецкий — на севере Белоярского, Нижневартовского и Сургутского районов), Архангельской области (Мезенский район и ранее Новая Земля) и Республике Коми (в округе Воркута и, возможно, на севере округов Инта и Усинск, а также в Усть-Цилемском и Ижемском районах). С 1870-х до 1950-х годов на ненецком говорили на Новой Земле. Есть сообщения о ненцах, которые переселялись с конца XIX века на Кольский полуостров, однако они почти перестали использовать свой язык.
В 1989 году численность носителей ненецкого языка составила приблизительно 27 000 человек, из них около 25 000 — носители тундрового ненецкого. Финский языковед Тапани Салминен в издании «Энциклопедия языков мира, находящихся под угрозой исчезновения» (Encyclopedia of the World’s Endangered Languages) 2008 года оценивает численность носителей лесного ненецкого в 1500 человек.  
Согласно переписи 2021 года, ненецким владело 24 487 человек — 49 % от числа всех ненцев. До 2010 года это соотношение постоянно ухудшалось: согласно переписи 2010 года, численность носителей языка составила 21 926 человек — также 49 %; в 2002 году ненецким владело 76 % ненцев, в 1989 году — 77 %, в 1979 году — 80 %, в 1970 году — 83 %, в 1959 году — 85 %. 

### Социолингвистические сведения
В Ненецком автономном округе ненецкий язык наряду с русским может использоваться как язык официального делопроизводства органами местного самоуправления муниципальных образований округа, в местах компактного проживания ненецкого народа. Устав, ключевые законы и нормативные акты Ненецкого автономного округа в области гарантий прав коренных малочисленных народов Севера переведены на ненецкий язык.
Передача языка от старших к младшим различается в Сибири и в европейской части России. В Сибири большинство ненецких детей изучают ненецкий язык, хотя в школьном возрасте переходят на русский. Бо́льшая часть молодого поколения свободно владеет ненецким. В случае с лесным ненецким языком большинство молодых людей, однако, предпочитает русский. Тундровый ненецкий исторически используется в качестве лингва франка между ненцами, ханты и коми, но некоторые ненцы также владеют севернохантыйским и коми языками. Среди кочевых ненцев хорошее знание русского языка не распространено, однако индустриализация и миграция некоренных народов угрожает как традиционному образу жизни, так и языку этого народа. По сравнению с другими языками народов Севера России, ненецкий имеет намного более сильные позиции, поскольку на нём продолжают говорить все поколения ненцев, особенно в Ямало-Ненецком автономном округе, где до сих пор занимаются кочевым семейным оленеводством. 
В европейской части России, наоборот, подавляющее большинство ненецких детей не изучают ненецкий. Молодое поколение предпочитает русский язык, а носители ненецкого — в основном люди среднего возраста или престарелые, при этом все они двуязычны. Так, поскольку в европейской России ненецкий постепенно вытесняется русским, местные разновидности языка уничтожаются. Например, разновидность ненецкого языка, бывшая в ходу на Новой Земле, вымерла ещё в 1950-х годах. В Ненецком автономном округе ненецкий язык также быстро вытесняется русским и коми языками, а традиционный образ жизни ненцев уничтожается в связи с развитием промышленности.
На ненецком есть регулярное радио- и телевещание, а также в разное время издавалось девять газет, среди которых «Няръяна вындер» „Красный тундровик” (по состоянию на 2011 год, раз в неделю в газете печатается одна страница на ненецком языке — Ялумдʼ «Рассвет») и «Няръяна Ӈэрм» „Красный север”. С конца XX века язык стал чаще использоваться в кино, на телевидении и в интернете. Ethnologue также оценивает цифровое развитие языка как улучшающееся: развиваются проверка написания и машинный перевод.

### Диалекты
Лесной ненецкий, на котором говорят на севере Ханты-Мансийского автономного округа и на юге Ямало-Ненецкого автономного округа, и тундровый ненецкий долго считались диалектами, однако из-за отсутствия взаимопонятности между их носителями и значительных отличий, сравнимых с отличиями между немецким и нидерландским языками, считаются современными исследователями близкородственными языками. Тем не менее русскоязычные источники и некоторые западные источники (например, Ethnologue) продолжают классифицировать эти идиомы как диалекты одного языка.
Собственно ненецкий, или тундровый ненецкий, не располагает большим диалектным разнообразием, несмотря на большую площадь расселения его носителей. Выделяются три группы диалектов: западная (на западе от реки Печора), центральная (между рекой Печора и Уральскими горами) и восточная (также сибирская группа; на востоке от Уральских гор). Западные диалекты разделяются на дальнезападные диалекты (от полуострова Канин до реки Индига) и малоземельный диалект (между реками Индига и Печора). Восточные диалекты делятся на собственно восточные (от восточных склонов Уральских гор до Ямальского полуострова) и дальневосточные (от запада Гыданского полуострова до западной части Таймырского полуострова и реки Енисей). Стандартный ненецкий язык основан на центральной группе диалектов.
Основные отличия между группами диалектов тундрового ненецкого обнаруживаются в фонетике: например, в западных диалектах был утрачен велярный носовой согласный в начале слова, иногда и в середине, а в восточных диалектах вместо [s] произносится [θʲ]. Есть также различия в грамматике: например, когда в западных диалектах используются непереходные глаголы с собирательным объектом в форме пролатива множественного числа, в восточных используются переходные глаголы с винительным падежом.

## Письменность

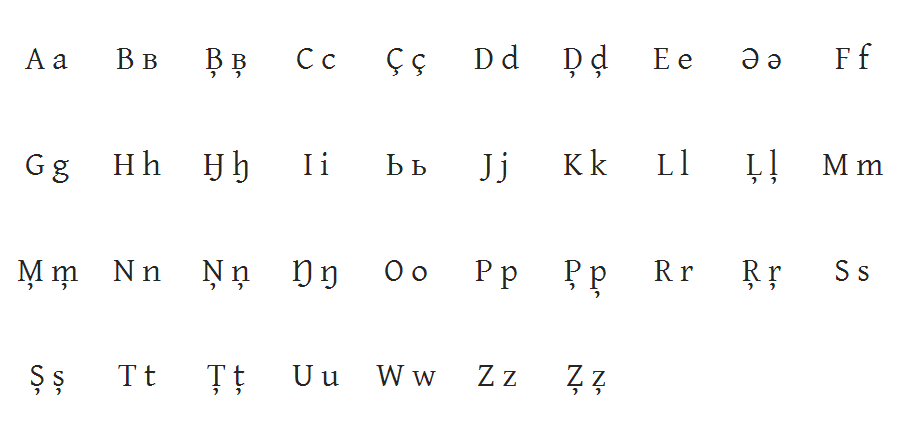
Ненецкий алфавит 1931—1937 годов. Запятая под буквой обозначает её смягчение

Первые книги на ненецком языке были выпущены в конце XIX века. В них использовался русский алфавит без нескольких букв.
В 1931 году был создан ненецкий алфавит на латинской основе; началось издание учебников ненецкого языка, газет, художественной литературы на нём. В первом ненецком букваре «Jadәj wada» указывалось, что следует обозначать долготу гласных чертой над ними, а смягчение согласных — запятыми после них. В более поздних изданиях запятая после согласной превратилась в запятую под согласной, а черта над долгими гласными перестала употребляться.
В 1937 году ненецкий алфавит, как и алфавиты других народов СССР, был переведён на кириллицу. Первоначально ненецкий кириллический алфавит представлял собой русский алфавит с добавлением диграфа нг и знака ʼ. В конце 1950-х годов диграф нг был заменён буквой ӈ. Тогда же был введён знак ʼʼ.
Современный ненецкий алфавит:
| А а | Б б | В в | Г г | Д д | Е е | Ё ё | Ж ж |
| З з | И и | Й й | К к | Л л | М м | Н н | Ӈ ӈ |
| О о | П п | Р р | С с | Т т | У у | Ф ф | Х х |
| Ц ц | Ч ч | Ш ш | Щ щ | Ъ ъ | Ы ы | Ь ь | Э э |
| Ю ю | Я я | ʼ   | ʼʼ  |     |     |     |     |

В алфавите лесного ненецкого языка используются также буквы Ӆ ӆ и Ӭ ӭ.
В начале ненецких слов встречается 14 букв: в, е, ё, и, л, м, н, у, п, с, т, х, ю, я. Согласный й в начале слова в сочетании с гласным и обозначается буквой и: ирий (йирий) «месяц». Знак ʼ называется «звонкой тасерʼʼ» и обозначает придыхание; ʼʼ — «глухой тасерʼʼ» — более сильное придыхание (гортанная смычка). Ӈ — звук [ŋ]. Буква в произносится как [w]; x в начале слова произносится как [x], в середине — как звонкое фрикативное г.

## История языка
Приход ненцев в места их нынешнего проживания датируется I тысячелетием. В их этногенезе принимали участие собственно самодийские роды южной Сибири и аборигенное население тундровой и лесотундровой зон. 
Мягкие согласные в ненецком языке появились в связи с тем, что в прасамодийском языке гласные звуки отличались по качеству (C используется для обозначения согласного звука, а астериск — для записи реконструированной формы):
- *Cä, *Ca → *Cʲa, *Ca
- *Ce, *Cë → *Cʲe, *Ce
- *Ci, *Cï → *Cʲi, *Ci
- *Cö, *Co → *Cʲo, *Co
- *Cü, *Cu → *Cʲu, *Cu

Исторически ненцы тесно соприкасались с другими самодийскими народами, такими как энцы, селькупы и нганасаны, а также с хантами, манси, коми, эвенками, кетами и долганами. Область расселения ненцев постоянно расширялась и достигла больших размеров. Часто это приводило к появлению отличий в языке: например, в XIX веке ненцы переселялись на Кольский полуостров и на Новую Землю, что способствовало появлению там особой разновидности их языка, вымершей из-за насильственного выселения ненцев с этих территорий в 1950-х годах.
В связи с христианизацией ненцев, которая началась в конце XVII века, на ненецкий язык также переводились священные писания. Так, первый перевод молитвы «Отче наш» был выполнен в 1692 году с церковнославянского языка по поручению исследователя России из Нидерландов и бургомистра Амстердама Николааса Витсена и записан латинскими буквами. 
В 1811 году была совершена первая попытка составить грамматику ненецкого языка, но материалов для её составления оказалось недостаточно. В 1842 году глава православной миссии в Архангельске архимандрит Вениамин составил первую полноценную грамматику языка. Он также переводил молитвы и начал работу над переводов Евангелия. Перевод всего Евангелия от Луки выполнила в конце XX века Мария Бармич, почётный профессор РПГУ им. Герцена. В 1895 году был выпущен букварь с использованием материалов архимандрита.
Филолог Матиас Кастрен в 1842—1849 годах совершил несколько путешествий по северу европейской части России и собрал значительный объём данных по ряду языков, включая тундровый и лесной ненецкий. Финский языковед Тойво Лехтисало также совершил ряд экспедиций для изучения тундрового ненецкого в 1911—1912 годах и лесного ненецкого в 1914 году. В первой половине 1920-х годов начала складываться советская школа самоедологии (то есть отрасли науки, изучающей самодийские народы, иначе называемые «самоедами»). Большой вклад в изучение ненецкого языка внёс северовед Георгий Прокофьев и его ученики.
В основу ненецкого литературного языка и орфографии был положен большеземельский говор тундровых ненцев (центральные диалекты), проживающих в восточной части Ненецкого автономного округа. В 1932 году появился новый букварь на ненецком языке — «Jadej wada» («Новое слово»), составленный Георгием Прокофьевым. В 1939 году ненецкий педагог Анатолий Рожин составил первый ненецкий букварь на основе русской письменности. В 1937 году североведом Григорием Вербовым был издан «Краткий ненэцко-русский и русско-ненэцкий словарь». В 1948 году был издан первый русско-ненецкий словарь (составители — ненецкий языковед Антон Пырерка и его супруга Наталья Терещенко — ученики Георгия Прокофьева).
После проведения коллективизации в 1930-х годах и из-за усилившейся с 1950-х годов урбанизации, а также с началом усиленного освоения нефтегазоносных областей традиционный образ жизни и национальный язык ненцев находятся под угрозой.
В советское время на ненецкий язык осуществлялись переводы общественно-политических публикаций того времени, вследствие чего лексика языка пополнилась большим количеством ранее не существовавших слов; многие слова были заимствованы из русского языка. Далее, до конца XX века значительных общественно-политических переводов на ненецкий язык не выполнялось. В 2008 году правительством ЯНАО был осуществлён перевод на него устава этого автономного округа, а также большое количество законов Конституции РФ. В Ненецком автономном округе была также выполнена работа по переводу на ненецкий язык его устава и отдельных законов. В Нарьян-Маре в 2014 году был выпущен Сборник нормативно-правовых актов Ненецкого автономного округа на ненецком языке.

## Лингвистическая характеристика
Ненецкий — синтетический язык с типичной для самодийских языков агглютинативно-суффиксальной морфологией. Хотя образование слов и словоформ при помощи суффиксов является самым частым морфологическим процессом, в ненецком встречается также использование словоизменения, что делает его частично флективным языком (например, я «земля» — винительный падеж множественного числа ё). 
Грамматический род и словоизменительные приставки отсутствуют. Глаголу свойственно три ряда спряжения (субъектное, субъектно-объектное и «возвратное») и богатая система наклонений, выражающих множество значений — в частности, эвиденциальных, но при этом весьма бедная система глагольных времён. У ненецкого глагола существует разветвлённая система нефинитных форм, именное спряжение (использование глагольных показателей при именах: например, не «женщина», недмˮ «я — женщина»).
Существительное имеет три числа (единственное, двойственное и множественное), семь-восемь падежей, категорию личной принадлежности и лично-предназначительные суффиксы. Прилагательное, как правило, не изменяется по падежам и числам. Времён глагола — от трёх до пяти: неопределённое, прошедшее, хабитуальное, будущее и прошедшее в будущем; видов два. Инфинитив обозначается суффиксом -сь (первый класс), -ць или -зь (второй класс).
Порядок слов чётко определён: сказуемое стоит на последнем месте (SOV), определение ставится перед определяемым.

### Фонетика и фонология
В фонетике ненецкого языка имеется противопоставление согласных по твёрдости/мягкости и звонкости/глухости, а также два гортанных смычных согласных. Дифтонги отсутствуют. 
Структура ненецкого слога — CV(C), что не позволяет наличие более двух согласных подряд в середине слова и более одного в начале и в конце слова. При присоединении суффиксов, так как два согласных звука подряд идти не могут, может происходить эпентеза и добавляется соединительный гласный -а-: хан «нарты» — хананʼ «к нартам». Поскольку в западных диалектах начальный звук [ŋ] был утерян, то в них имеется ряд слов, которые нарушают структуру слога и начинаются с гласного звука: ӈуда (исторически также в некоторых восточных диалектах) — уда «рука».

#### Гласные
Гласные — и, е, а, ы, э, у, о — бывают краткими и долгими. Всего гласных звуков в тундровом ненецком языке 18, если учитывать все аллофоны, появляющиеся после мягких согласных:
|                |               | Неогубленные | Неогубленные | Огубленные | Огубленные |
| -------------- | ------------- | ------------ | ------------ | ---------- | ---------- |
| Верхний подъём | Долгие        | [ɨː], [iː]   | ⟨ы⟩, ⟨и⟩     | [uː], [ʉː] | ⟨у⟩, ⟨ю⟩   |
| Верхний подъём | Краткие       | [ɨ], [i]     | ⟨ы⟩, ⟨и⟩     | [u], [ʉ]   | ⟨у⟩, ⟨ю⟩   |
| Средний подъём | Напряжённые   | [eː], [ɤː]   | ⟨э⟩, ⟨е⟩     | [oː], [ɵː] | ⟨о⟩, ⟨ё⟩   |
| Средний подъём | Ненапряжённые | [ə]          |              |            |            |
| Нижний подъём  | Напряжённые   | [aː], [ɑː]   | ⟨а⟩, ⟨я⟩     |            |            |
| Нижний подъём  | Ненапряжённые | [ɐ], [ʌ]     | ⟨а⟩, ⟨я⟩     |            |            |
| Нижний подъём  | Ненапряжённые | [æː]         | ⟨э⟩          |            |            |

Безударный о нередко произносится как у: пы́до [пыду] «они»; безударный а близок к э. Передние и задние гласные являются аллофонами. 
В ненецком языке есть ограниченная ассимиляция гласных: гласный звук после [x] уподобляется гласному, который идёт до него. 

#### Согласные
Согласных звуков в тундровом ненецком языке 26, если не учитывать те, что встречаются только в заимствованиях:
|               |               | Губные | Губные | Губные  | Губные  | Альвеолярные | Альвеолярные | Альвеолярные | Альвеолярные | Ретрофлексные | Ретрофлексные | Палатальные | Палатальные | Велярные | Велярные | Велярные | Велярные | Увулярные | Увулярные |
| Твёрдые       | Твёрдые       | Мягкие | Мягкие | Твёрдые | Твёрдые | Мягкие       | Мягкие       | Твёрдые      | Твёрдые      | Ретрофлексные | Ретрофлексные | Палатальные | Палатальные | Мягкие   | Мягкие   |          |          | Увулярные | Увулярные |
| ------------- | ------------- | ------ | ------ | ------- | ------- | ------------ | ------------ | ------------ | ------------ | ------------- | ------------- | ----------- | ----------- | -------- | -------- | -------- | -------- | --------- | --------- |
| Носовые       | Носовые       | [m]    | ⟨м⟩    | [mʲ]    | ⟨м⟩     | [n]          | ⟨н⟩          | [nʲ]         | ⟨н⟩          |               |               |             |             | [ŋ]      | ⟨ӈ⟩      |          |          |           |           |
| Взрывные      | звонкие       | [b]    | ⟨б⟩    | [bʲ]    | ⟨б⟩     | [d]          | ⟨д⟩          | [dʲ]         | ⟨д⟩          |               |               |             |             | [ɡ]      | ⟨г⟩      | [ɡʲ]     | ⟨г⟩      |           |           |
| Взрывные      | глухие        | [p]    | ⟨п⟩    | [pʲ]    | ⟨п⟩     | [t]          | ⟨т⟩          | [tʲ]         | ⟨т⟩          |               |               |             |             | [k]      | ⟨к⟩      |          |          | [ʔ]       | ⟨ʼʼ⟩ ⟨ʼ⟩  |
| Аффрикаты     | Аффрикаты     |        |        |         |         | [t͡s]         | ⟨ц⟩          | [t͡sʲ]        | ⟨ц⟩          |               |               | [t͡ɕ]        | ⟨ч⟩         |          |          |          |          |           |           |
| Фрикативные   | звонкие       |        |        |         |         |              |              |              |              | [ʐ]           | ⟨ж⟩           |             |             |          |          |          |          |           |           |
| Фрикативные   | глухие        | [f]    | ⟨ф⟩    | [fʲ]    | ⟨ф⟩     | [s]          | ⟨с⟩          | [sʲ]         | ⟨с⟩          | [ʂ]           | ⟨ш⟩           |             |             | [x]      | ⟨х⟩      |          |          |           |           |
| Дрожащие      | Дрожащие      |        |        |         |         | [r]          | ⟨р⟩          | [rʲ]         | ⟨р⟩          |               |               |             |             |          |          |          |          |           |           |
| Аппроксиманты | Аппроксиманты | [w]    | ⟨в⟩    |         |         | [l]          | ⟨л⟩          | [lʲ]         | ⟨л⟩          |               |               | [j]         | ⟨й⟩         |          |          |          |          |           |           |

Согласные [f], [fʲ], [ʐ], [ʂ], [t͡ɕ], [g] и [gʲ] встречаются только в заимствованиях из русского языка.
Различаются две гортанные смычки: ⟨ʼʼ⟩ реализуется всегда; ⟨ʼ⟩ реализуется только перед паузой, перед шумным согласным реализуется как [ŋ], а перед сонорным согласным не произносится вовсе, например не’ хан [nʲeŋ kʌnə] «сани женщины». 
Мягкие и твёрдые согласные являются аллофонами. 
Полугласный [w] произносится как [β] в восточных диалектах, а [s] произносится как [θʲ]. 

#### Ударение
Ударение в ненецком языке свободное. Оно преимущественно падает на нечётные слоги, но может и переходить с одного слога на другой при добавлении суффиксов: ну́да «рука» — нуда́в «моя рука», вэ́ва «плохой» — вэва́вна «плохо». Ударение может быть смыслоразличительным: тэ́ва «хвост» — тэва́ «дойти».

### Морфология
В ненецком языке различаются такие части речи, как имя существительное, глагол, личное местоимение, наречие, послелог. Числительные, прилагательные и большинство местоимений (кроме личных местоимений) по тому, как они склоняются, неотличимы от существительных, из-за чего они не всегда рассматриваются как отдельные части речи.

#### Существительное
Выделяется три вида склонений: абсолютное, притяжательное и предназначенное. При абсолютном склонении имя существительное склоняется по числу и падежу. При притяжательном склонении дополнительно используется категория владельца. При предназначенном склонении категория числа не выделяется вообще, но выделяется категория предестинатора (кому предназначено). В обоих неабсолютных склонениях существительное согласуется с владельцем или предестинатором в лице и числе.

##### Число
Чисел у ненецкого существительного три: единственное, двойственное и множественное. Множественное число образуется посредством присоединения суффикса -ʼ: манзарана «рабочий» — манзаранаʼ «рабочие»; двойственное образуется путём показателя -хаʼ. При склонении в дательно-направительном, местном, отложительном и продольном падежах двойственное число не используется. 

##### Падеж
Падежи ненецкого языка (падежи с 4-го по 7-й относятся к местным):
1. именительный — Хибя? «Кто?»;
2. родительный, выражающий принадлежность — Хибяʼ? «Кого? Чьё?» (показатель в единственном числе — ʼ);
3. винительный, выражающий прямое дополнение — Хибямʼ? «Кого?» (показатель — мʼ);
4. дательно-направительный, выражающий направление движения или косвенное дополнение — Хибянʼ? «Кому? Куда?» (показатель — нʼ);
5. местно-творительный, выражающий местонахождение, орудие действия, средство передвижения или косвенное дополнение — Хибяхана? Ханяна? «Кем? / У кого? Где?» (показатель — -х + гласный, идущий до -х + -на);
6. отложительный, выражающий движение от кого-либо или чего-либо, исход с поверхности — Хибяхад? «От кого?» (показатель — -х + гласный, стоящий до -х + -д);
7. продольный (или пролатив[76]), выражающий движение по поверхности чего-то, через что-то — Ханявна? «По какому месту? По чему?» (показатель — -вна);
8. иногда выделяется также превратительный падеж, используемый с глаголами тарась «являться» и хэсь «стать» (показатель — -ӈэ)[77].

Пример абсолютного склонения слова ханена «охотник» во всех падежах в единственном числе:
| Падеж                   | Слово      |
| ----------------------- | ---------- |
| Именительный            | ханена     |
| Родительный             | ханенаʼ    |
| Винительный             | ханенамʼ   |
| Дательно-направительный | ханенанʼ   |
| Местно-творительный     | ханенахана |
| Отложительный           | ханенахад  |
| Продольный              | ханенавна  |
| Превратительный         | ханенаӈэ   |

Если слово заканчиваются на -х, в местно-творительном и отложительном падежах происходит стяжение двух одинаковых слогов и образуется долгий звук: яха «река» — яхана [jahaːna] (яха + хана).
Во множественном числе показатели падежей выглядят следующие образом:
1. именительный — ʼ;
2. родительный — форма винительного падежа мн. ч. + ʼ;
3. винительный — особая форма, склонение зависит от основы слова[80];
4. дательно-направительный — -х + гласный, стоящий в предыдущем слоге + -ʼ либо -гʼ, -кʼ;
5. местно-творительный — -х + гласный, стоящий в предыдущем слоге + -ʼна либо -гаʼна (-каʼна);
6. отложительный — -х + гласный, стоящий в предыдущем слоге + -т либо -гат (-кат);
7. продольный — форма родительного падежа мн. ч. + -мана.

Пример склонения слова тубка «топор» во множественном числе:
| Падеж                   | Слово      |
| ----------------------- | ---------- |
| Именительный            | тубкаʼ     |
| Родительный             | тубциʼ     |
| Винительный             | тубци      |
| Дательно-направительный | тубкахаʼ   |
| Местно-творительный     | тубкахаʼна |
| Отложительный           | тубкахат   |
| Продольный              | тубциʼмана |

Форма винительного падежа множественного числа считается особой, так как её образование влечёт за собой изменение внутри основы слова: са «постромка» — со, маха «спина» — маси, тарка «ветвь» — тарци. 

##### Притяжательные аффиксы
Притяжательные аффиксы показывают число и лицо обладателя, добавляясь к предмету обладания. Они используются только тогда, когда вершина именной группы — личное местоимение, в ином случае предмет обладания остаётся в именительном падеже, а обладатель — в родительном. 
Таблица притяжательных аффиксов:
|      | Ед. ч.          | Дв. ч. | Мн. ч.       |
| ---- | --------------- | ------ | ------------ |
| 1 л. | -ми / -в / -миʼ | -миʼ   | -ваʼ / -ваʼʼ |
| 2 л. | -р              | -риʼ   | -раʼ / -раʼʼ |
| 3 л. | -да             | -диʼ   | -доʼ         |

При склонении по падежам аффикс падежа ставится после корня и только потом добавляется притяжательный аффикс.

##### Предназначенное склонение
Предназначенное склонение выделяет категорию предестинатора (того, кому предназначено) и даёт существительному оттенок предназначенности для предестинатора («врач» — «врач, предназначенный мне»). При этом виде склонения существительное согласуется с предестинатором в лице и числе и склоняется по трём падежам: именительному, родительному и винительному; к нему добавляется суффикс предназначенного склонения и после него притяжательные аффиксы.
Примеры:
- Ты то «Олень пришёл» — Тыдями то «Олень для меня пришёл»
- Хардадар мале сертавы «Дом для тебя уже сделан»
- Хибядараʼ то? «Кто к вам (для вас) пришёл?»

#### Глагол
Глагол в ненецком языке спрягается в соответствии с лицом и числом подлежащего. Имеются отличия во времени и виде. Различаются субъектное, объектное и возвратное спряжения. Субъектное спряжение предполагает неопределённое дополнение («Я накрыл что-то») или его отсутствие, объектное предполагает определённое дополнение («Я добыл оленя»), возвратное не предполагает дополнения («Я накрылся»). Сами глаголы делятся на четыре категории: переходные, непереходные, возвратные и возвратно-переходные. Непереходные глаголы обладают только субъектным спряжением, переходные — также объектным, возвратные — только возвратным, а возвратно-переходные глаголы обладают всеми тремя видами спряжений. 
При спряжении отбрасывается показатель инфинитива и к нему добавляются личные окончания. Таблица личных окончаний субъектного спряжения: 
|      | Ед. ч. | Дв. ч. | Мн. ч. |
| ---- | ------ | ------ | ------ |
| 1 л. | -дмʼ   | -ниʼ   | -ваʼ   |
| 2 л. | -н     | -диʼ   | -даʼ   |
| 3 л. |        | -ӈахаʼ | -ʼ     |

Личное окончание единственного числа третьего лица отсутствует; достаточно лишь убрать показатель инфинитива. В третьем лице двойственного числа может также употребляться показатель -х + тот же гласный, что и перед -х + ʼ.
По субъектному спряжению изменяются, как правило, непереходные глаголы, однако по нему могут изменяться и переходные, если прямое дополнение находится непосредственно перед сказуемым или если оно является личным местоимением. 
В ненецком языке различаются два вида, но также имеется и две формы инфинитива: совершенная и несовершенная. Они могут выполнять роль существительного. Выделяются четыре причастия: совершенное, несовершенное, отрицательное и будущего времени.
При составном именном сказуемом в утверждении в настоящем времени обычно не используются глаголы-связки тарась «являться» и ӈэсь «быть». Вместо этого, личные окончания добавляются к существительному (либо к прилагательному), что является так называемым именным спряжением: Мань тохолкодадмʼ «Я (есть) учитель», Пыдар тохолкодан «Ты (есть) учитель» (тохолкода «учитель»).

##### Время
В советских источниках у ненецкого глагола выделяется три времени: неопределённое, прошедшее и будущее. В современных публикациях выделяются настоящее (также аорист), прошедшее, будущее, хабитуальное и прошедшее в будущем. 
Глаголы в совершенном виде в неопределённом (настоящем) времени могут обозначать действия, совершённые в непосредственном прошлом, из-за чего оно называется аористом в некоторых описаниях грамматики. В несовершенном виде глаголы обозначают регулярные действия. На русский язык глаголы в этом времени переводятся глаголами в настоящем или прошедшем времени. 
Пример спряжения глагола илесь «жить» в этом времени, в субъектном спряжении (употребление личных местоимений в ненецком предложении необязательно):
|      | Ед. ч. | Дв. ч.   | Мн. ч. |
| ---- | ------ | -------- | ------ |
| 1 л. | иледмʼ | илениʼ   | илеваʼ |
| 2 л. | илен   | иледиʼ   | иледаʼ |
| 3 л. | иле    | илеӈахаʼ | илеʼ   |

Прошедшее время выражает относительную давность действия. В некоторых случаях глаголы в этом времени в совершенном виде могут использоваться в качестве плюсквамперфекта. Оно используется только в следующих наклонениях: изъявительном, сослагательном, пробабилитативе и «нарративе». Показателями этого времени являются суффиксы -(а)сь / -зь / -ць:
|      | Ед. ч.          | Дв. ч.           | Мн. ч. |
| ---- | --------------- | ---------------- | ------ |
| 1 л. | -дамзь (-манзь) | -нинзь           | -ваць  |
| 2 л. | -нась           | -динзь           | -даць  |
| 3 л. | -сь             | -х-нзь, -ӈаханзь | -ць    |

Пример спряжения глагола юнрась «спрашивать» в прошедшем времени:
|      | Ед. ч.    | Дв. ч.      | Мн. ч.   |
| ---- | --------- | ----------- | -------- |
| 1 л. | юнрадамзь | юнранинзь   | юнраваць |
| 2 л. | юнранась  | юнрадинзь   | юнрадаць |
| 3 л. | юнрась    | юнраӈаханзь | юнраць   |

Сравнение неопределённого и прошедшего времён:
1. Мань тодмʼ «Я прихожу, Я пришёл (недавно)» — Тей яляʼ мань тодамзь «Я пришёл вчера»;
2. Пыдоʼ илеʼ «Они живут, Они жили» — Невхэна пыдоʼ таняна илець «В старину они там жили».

Показателем будущего времени глагола, ставящимся между основой и личным окончанием, является -ӈгу; пример спряжения глагола «ждать»:
|      | Ед. ч.     | Дв. ч.     | Мн. ч.     |
| ---- | ---------- | ---------- | ---------- |
| 1 л. | ӈатеӈгудмʼ | ӈатеӈгуниʼ | ӈатеӈгуваʼ |
| 2 л. | ӈатеӈгун   | ӈатеӈгудиʼ | ӈатеӈгудаʼ |
| 3 л. | ӈатеӈгу    | ӈатеӈгухуʼ | ӈатеӈгуʼ   |

Глаголы хэсь «уйти», тось «прийти», тась «дать, принести» образуют будущее время при помощи суффикса -та: тата «даст, принесёт». 
Хабитуальное время в ненецком языке раньше рассматривалось как вид глагола: таковым, например, его считал финский языковед Тапани Салминена в 2007 году. Тем не менее формы хабитуалиса всё реже встречаются одновременно с показателями одного из грамматических времён; они, наоборот, всё чаще встречаются одновременно с показателями вида глагола, что даёт основание считать хабитуалис грамматическим временем.   
Прошедшее в будущем также является грамматической категорией неясного статуса. Рядом учёных оно рассматривается как наклонение: ирреалис или сослагательное. Оно, однако, образуется при помощи суффикса будущего времени и суффикса прошедшего времени. Используется для обозначения условий.  

##### Объектное спряжение
Переходные глаголы, если прямое дополнение не находится непосредственно перед сказуемым и не выражено личным местоимением, изменяются по объектному виду спряжения.
Его личные показатели:
|      | Ед. ч. | Дв. ч. | Мн. ч. |
| ---- | ------ | ------ | ------ |
| 1 л. | -в     | -миʼ   | -ваʼ   |
| 2 л. | -р     | -риʼ   | -раʼ   |
| 3 л. | -да    | -диʼ   | -доʼ   |

##### Возвратное спряжение
По этому виду спряжения изменяются глаголы, действие которых направлено на деятеля, как например масась «умыться» и нулць «остановиться», а также ряд непереходных «начинательных» глаголов, как например хонась «заснуть», вахалць «заговорить», ӈамдась «сесть».
Его личные показатели:
|      | Ед. ч. | Дв. ч.                         | Мн. ч. |
| ---- | ------ | ------------------------------ | ------ |
| 1 л. | -вʼ    | -ниʼ                           | -наʼ   |
| 2 л. | -нʼ    | -диʼ                           | -даʼ   |
| 3 л. | -ʼ     | -х + гласный, идущий до х + -ʼ | -дʼ    |

##### Вид
Различаются совершенный (однократное действие) и несовершенный (многократное, продолжительное действие) виды ненецкого глагола. Показателем несовершенного вида является суффикс -мба (-ба), в личной форме -а переходит в -и. Примеры:
- тась «дать» — тамбась «давать»
- Ханмʼ серта тара «Нарту сделать надо» — Ханмʼ сертаба тара «Нарту делать надо»
- Вэсако ханмʼ серта «Старик нарту сделал» — Вэсако ханмʼ сертаби «Старик нарту делает»

##### Наклонение
В ненецком языке выделяется различное число наклонений, от 16 до 18. Некоторые грамматические категории не определены точно как наклонение и могут считаться временами. Так, например, ирреалис или сослагательное наклонения могут считаться грамматическим временем прошедшее в будущем, либо наклонение «нарратив» может считаться прошедшим временем.
Повелительное наклонение выражается в ненецком языке тремя разными наклонениями: гортативом для первого лица, собственно повелительным наклонением для второго лица, усечённым наклонением для третьего лица. В этих наклонениях глаголы спрягаются по всем трём видам спряжения, однако во втором лице глагол также согласуется в числе с дополнением. Показатели этих наклонений в субъектном виде спряжения: 
| Лицо | Число  | Число  | Число  |
| Лицо | Ед.    | Дв.    | Мн.    |
| ---- | ------ | ------ | ------ |
| 1    | -хадмʼ | -ханиʼ | -хаваʼ |
| 2    | -ʼ     | -диʼ   | -даʼ   |
| 3    | -я     | -яхаʼ  | -яʼ    |

В субъектном спряжении гортатив образуется при помощи присоединения к глагольной основе аффикса -ха- и личного окончания соответствующего числа изъявительного наклонения. Так же исторически образовались показатели усечённого наклонения субъектного спряжения, с использованиям аффикса -я-. Для усечённого наклонения объектного спряжения используется аффикс -м- для единственного числа, -дам- для двойственного и множественного (в восточных диалектах вместо этого аффикса могут использоваться соответствующие окончания изъявительного наклонения). Собственно повелительное наклонение единственного числа субъектного спряжения образуется особым способом, в зависимости от свойств глагола: так, например, у глаголов с окончанием основы на -о, -ё, за исключением некоторых односложных основ, -о переходит в -у, -ё переходит в -ю: тось «прийти» — туʼ «приходи»; у глаголов несовершенного вида (-мба, -ба, -па) -а переходит в -ю: падбась «писать» — падбюʼ «пиши». 
Сослагательное наклонение (либо также желательное наклонение) существует в неопределённом/настоящем и прошедшем временах и выражается при помощи суффикса -йи-. Обозначение пожелания говорящего, то есть собственно желательное наклонение, существует только для третьего лица и во всех спряжениях (в объектном также согласуется в числе с дополнением). Сослагательное наклонение первого лица настоящего времени обозначает одолжение или обещание, которое говорящий не собирается выполнять, а во втором лице обладает повелительным оттенком.
Дезидератив, или «аппрехенсив», в основном используется в отрицательной форме для предупреждения о некой опасности в будущем. Образуется при помощи суффикса -рва-, который в возвратном и в объектном спряжениях с дополнением во множественном числе может переходить в -рби-. Вместе с клитикой ма может придать оттенок сожаления о событии в прошлом.
Для обозначения эвиденциальности используются главным образом три наклонения: «пробабилитив», «суперпробабилитив» и «аппроксиматив». «Пробабилитив» указывает на низкий уровень достоверности знаний о предполагаемых событиях (Савумда выдара, хабцянда ӊамгэ ӊэдакы «Ему не удалось её вылечить, неизвестно, что это за болезнь»), «суперпробабилитив» — на высокий уровень достоверности без указания источника (Ӊамгэхэрт мядм’ ниванӊгабя хоӊгу «Он точно не найдёт палатку»), а «аппроксиматив» — на сенсорные данные низкой достоверности (Тюку Не нюхувада хонёраха «Выглядит так, будто его дочь уснула»). Для «пробабилитива» используются неопределённое/настоящее, прошедшее и будущее времена. Для «аппроксиматива» в дополнение также используется прошедшее в будущем. Помимо собственных окончаний, эти наклонения также использует целый набор эвиденциальных суффиксов, которые указывают на источник знаний и грамматическое время: например, -вы- используется для обозначение слухов и пересказов событий в прошлом: Нядаӊы” тикана илевы” «Говорят, там жили нядонги».

##### Отрицание
При отрицании используется особый отрицательный вспомогательный глагол нись «не быть», присоединяющий окончания лица и числа каждого из видов спряжения и могущий быть в неопределённом и прошедшем временах. Отрицаемый основной глагол при этом стоит в форме, совпадающей с формой повелительного наклонения второго лица единственного числа; он может также принимать показатели будущего времени и вида.
Примеры: 
- Мань таняна нидмʼ илеʼ «Я здесь не живу»
- Сит ниваць хайʼ «Мы тебя не звали»
- Пыдоʼ нидʼ ямдаӈгуʼ «Они не перекочуют»

#### Прилагательное
В составной именной группе имя прилагательное не согласуется с определяемым в числе и падеже, оставаясь неизменным: яхаʼ вар «речной берег» — яхаʼ варанʼ «к речному берегу». Согласование наблюдается только в именительном падеже множественного числа: ӈарка харад «большой дом» — ӈаркаʼ харадʼ «большие дома».  
Тем не менее в именной группе без вершины прилагательное перенимает роль существительного и склоняется по падежу, числу и присоединяет притяжательные аффиксы; к нему также могут прибавляться личные окончания: Пыдар ӈаркан «Ты (есть) большой» (ӈарка «большой»). 
Полноценных показателей степеней сравнения прилагательных в ненецком языке нет. Обычно сравнение происходит путём добавления показателя отложительного падежа, который присоединяется к тому, с чем происходит сравнение: Сэхеры сарпяхад лата «Дорога шире тропы» („Дорога от тропы шире”). Суффикс -(а)рка может придавать значение уменьшения и увеличения признака: ямб «длинный» — ямбарка «более длинный». Для выражения высокой степени признака может употребляться слово самянхат: самянхат ӈарка «высочайший».  

#### Местоимение
Личные местоимения используются по отношению к людям, иногда к животным, но никогда к неодушевлённым предметам. Различаются по числам и лицам, склоняются по трём падежам: именительному, винительному и родительному. Они встречаются в основном только в винительном падеже, поскольку в именительном они используется редко (только для усиления), а в родительном — только вместе с маленькой группой несклоняемых послелогов. 
Личные местоимения в именительном падеже:
|      | Ед. ч. | Дв. ч.  | Мн. ч.  |
| ---- | ------ | ------- | ------- |
| 1 л. | мань   | маниʼ   | маняʼ   |
| 2 л. | пыдар  | пыдариʼ | пыдараʼ |
| 3 л. | пыда   | пыдиʼ   | пыдоʼ   |

Личные местоимения в винительном падеже:
|      | Ед. ч. | Дв. ч. | Мн. ч. |
| ---- | ------ | ------ | ------ |
| 1 л. | сиʼми  | сидниʼ | сиднаʼ |
| 2 л. | сит    | сиддиʼ | сиддаʼ |
| 3 л. | сита   | сиддиʼ | сиддоʼ |

Вопросительные местоимения изменяются и по падежам, и по числам: хибя? «кто?» (используется только по отношению к людям) — дв. ч. хибяхаʼ — мн. ч. хибяʼ.

#### Числительное
Числительные в ненецком языке, как и прилагательные, в положении определения не изменяются по падежам, однако если они употребляются самостоятельно, то присоединяют все падежные окончания.
Количественные числительные:
| Число | По-ненецки     |
| ----- | -------------- |
| 1     | ӈопой          |
| 2     | сидя           |
| 3     | няхарʼ         |
| 4     | тет            |
| 5     | самляӈг        |
| 6     | матʼ           |
| 7     | сиʼʼив         |
| 8     | сидндет        |
| 9     | хасую          |
| 10    | юʼʼ            |
| 11    | ӈопой яӈгня    |
| 20    | сидя юʼʼ       |
| 21    | сидя юʼʼ ӈопой |
| 100   | юрʼʼ           |
| 1000  | ёнарʼʼ         |

Склонение числительного сидя «два»:
| Падеж                   | Слово    |
| ----------------------- | -------- |
| Именительный            | сидя     |
| Родительный             | сидяʼ    |
| Винительный             | сидямʼ   |
| Дательно-направительный | сидянʼ   |
| Местно-творительный     | сидяхана |
| Отложительный           | сидяхад  |
| Продольный              | сидявна  |
| Превратительный         | сидяӈэ   |

Наименования числительных от 11 до 19 образуются путём присоединения слова яӈгня «отдельный, лишний»: сидя яӈгня «двенадцать». 
Наименования десятков образуются путём добавления слова юʼʼ «десять»: сидя юʼʼ «двадцать»; наименования сотен — путём добавления слова юрʼʼ «сто»: сидя юрʼʼ «двести», хасуюрʼʼ «девятьсот».

#### Наречие
Наречия в ненецком языке делятся на местные и справочные. Местные наречия (например, «наверху», «внизу», «там») склоняются по четырём местным падежам: дательно-направительному, местному, отложительному и продольному. Справочные наречия (например, «из-за») согласуются с подлежащим в лице и числе.
Пример склонения: 
| Наречие | Падеж                   | Перевод        |
| ------- | ----------------------- | -------------- |
| тюконʼ  | дательно-направительный | сюда           |
| тюкона  | местно-творительный     | здесь          |
| тюкод   | отложительный           | отсюда         |
| тюковна | продольный              | по этому месту |

Наречия могут образовываться через окончание продольного падежа единственного числа -вна: ӈарка «большой» — ӈаркавна «громко». 

#### Послелог
Послелоги в ненецком языке делятся на две категории: склоняемые и несклоняемые. Склоняемые послелоги склоняются и составляют бо́льшую часть всех ненецких послелогов. Они, в свою очередь, делятся на местные и неместные послелоги. Неместные послелоги не склоняются по падежам, а местные склоняются в абсолютном склонении по четырём местным падежам. Склоняемые послелоги обладают также притяжательным склонением и согласуются с владельцем в лице и числе.
Слово, к которому относится послелог, стоит в родительном падеже. Пример склоняемого послелога: 
| Пример        | Падеж                   | Перевод              |
| ------------- | ----------------------- | -------------------- |
| харадʼ мюʼ    | дательно-направительный | внутрь дома          |
| харадʼ мюняʼ  | местно-творительный     | внутри дома          |
| харадʼ мюд    | отложительный           | изнутри дома         |
| харадʼ мюмняʼ | продольный              | по месту внутри дома |

### Синтаксис
Обычный порядок слов ненецкого языка — SOV (подлежащее — дополнение — сказуемое). Сказуемое в ненецком предложении всегда стоит на последнем месте: Иван яхаʼ варанʼ хая «Иван пошёл к речному берегу» („Иван к берегу реки ушёл”). Большое значение несёт смысловое ударение: слово, на которое оно падает, стоит перед сказуемым: Яхавна ӈанохона хантадмʼ «По реке на лодке (а не на чём-то другом) я поеду». Дополнение в винительном падеже обычно стоит перед сказуемым.   
Западные диалекты ненецкого языка подверглись сильному влиянию со стороны русского языка, в том числе в области синтаксиса. Так, в этих диалектах порядок слов более свободный и не всегда требует помещение сказуемого в конец предложения.  
Строй ненецкого предложения можно в целом изобразить следующим образом:  
1. обстоятельство времени
2. подлежащее
3. косвенное дополнение или обстоятельство места
4. прямое дополнение
5. обстоятельство образа действия
6. сказуемое

Вершиной именной группы может выступать имя существительное или личное местоимение (либо имя прилагательное, которое, однако, в таких случаях изменяется как существительное). В ненецком могут быть следующие виды зависимых членов именной группы: определители, обладатели, другие именные зависимые, препозитивные прилагательные (или качественные модификаторы) и квантификаторы. Личные местоимения обычно опускаются, так как окончание глагола несёт достаточно сведений.  
Определители могут выражаться указательными местоимениями. Качественными модификаторами могут выступать как прилагательные, так и порядковые числительные и причастия; они всегда стоят перед вершиной именной группы, например: Пыдоʼ ӈарка сэхэрэнʼ хаяʼ «Они пошли к большой дороге». Квантификаторы также стоят перед вершиной. Именные зависимые члены обычно показывают отношения состава, вида, времени, места, предназначения, характеристики и другие. Они стоят перед определяемым в именительном падеже. Обстоятельство времени обычно располагается в начале предложения: Тедаʼ тюку тоходанна сававна тоходана «Теперь этот ученик хорошо учится».  
Отсутствие чего-то выражается с помощью спрягаемого глагола яӈгу «нет», как и все глаголы помещаемого в конец: Мань яӈгудмʼ «Меня нет», Туни ӈанохона яӈгу «Ружья в лодке нет». Слова ӈока и тянё со значениями «много» и «мало» в ненецком языке выступают как глаголы (хотя могут быть и определениями) и тоже помещаются в конец: Яхана халя ӈока «В реке (есть) много рыбы». 
Клитики в ненецком языке участвуют в таких же фонологических процессах, что и обычные аффиксы, поэтому могут рассматриваться как таковые. Они всегда находятся в конце предиката, после всех аффиксов, причём используются только с совершенным видом глагола. При отрицании клитика присоединяется к отрицательной частице, а не к глаголу, как например восклицание «нюʼʼ»: нинюʼʼ манзараʼʼ «но он же не работает!». 

### Лексика
Условия традиционной жизни ненцев, строй их общества, культура и мировоззрение находят отражение в лексике ненецкого языка. В ней широко представлены слова, отражающие уклад жизни и деятельности ненцев. Имеется большое количество слов, связанных с оленеводством, рыбной ловлей и охотой — видами деятельности, являющимися основополагающими в традиционной жизни ненцев; так, например, имеется много половозрастных наименований оленей, а также наименований их мастей. Представлено больше двух десятков наименований нарт. Наряду с глаголом ханесь «промышлять, охотиться» отмечается ряд подобных глаголов более узкого значения, в зависимости от того, какое животное является предметом охоты, каким способом и в какое время года ведётся охота на него. Отмечается несколько десятков наименований снега, так как количество выпадающих осадков и состояние снежного покрова очень значимы для занятия оленеводством и охотой. 
По-разному называются разные виды мхов и лишайников, находящие применение в хозяйстве: нядэй «ягель», пуно «мхи, используемые при постройке», нярцо «белый мох, служащий подстилкой в детской люльке» и др. В то же время у ненцев почти нет родовых и видовых названий для цветковых растений, в большом количестве цветущих в летнее время в тундре, и все подобные растения именуются одним словом — ӈамдэʼ «трава».  
В дореволюционное время у ненцев были слабо развиты такие области словарного состава, как литература и письменность, государственность, общественно-политическая область, условия городской жизни, однако в советское время на ненецкий язык переводилось много общественно-политических публикаций, что требовало введения новых, ранее отсутствовавших слов. С тех пор определённый пласт введённой общественно-политической лексики прижился в ненецком языке. В 1933—1935 годах при Научно-исследовательской ассоциации Института народов Севера ЦИК СССР действовал комитет под руководством Яна Кошкина, чьи сотрудники занимались переводом на языки народов Севера политической литературы. Так, например, Наталья Терещенко перевела на ненецкий язык брошюру «Что дала Октябрьская революция народам, живущим на Севере?», в которой были употреблены такие новые для языка слова, как tənz «народ, национальность» (сдвиг значения в слове «род»), sero-pəlawa «власть» и другие. Были переведены и другие статьи, как например «Что такое суд?», «Советский Союз и страны капитализма» и др. К примерам расширения значения относятся также такие слова, как тэта «оленевод, владелец оленей», получившее в советское время значение «богач, кулак», и пандась «наполнить», получившее значение «выполнить». 
Сравнивая эти переводы с переводами новейшего времени, можно сделать вывод, какие из русских заимствований прижились в ненецком языке, а какие нет. Так, например, к прижившимся словам и словосочетаниям относятся «Советской Союз, Верховной Совет, представитель, депутат» и др., при этом русские окончания этих заимствований стали частью основы и изменились в соответствии с морфонологией ненецкого языка: в частности, русское окончание «-ий» преобразовалось в -ой после твёрдых согласных. 
В настоящее время используемые ранее заимствования из русского языка могут заменяться словами из исконных корней: так, заимствования «всеобщий» и «тайный» получили исконные соответствия ӈобн-зер (буквально: «одно дело») и ня-хатато ерме; некоторые из них почти вышли из употребления, как например критикуй-бась «критиковать». Заимствуются чаще всего международные слова; часто создаются новые из исконных корней: харёʼʼ ёʼ серо минре-ва «местное самоуправление» („свой земля.gen.pl дело.acc.pl вести”), хусувэй тэнз хареʼʼ иʼ серʼ иле-ва-мʼ тасламба пирʼ «самоопределение народов» („каждый национальность свой ум.gen.sg жить.acc.sg решать.inf возможность”) и т. п.
Новые слова и слова с расширенным значением появились также благодаря христианизации ненцев, так как в связи с ней на ненецкий язык переводились священные писания. Например, в них глагол тадесь «святиться» был создан на основе существительного тадебя «шаман», а значение слова нумʼ «небо» было расширено до «бог, небесный отец». Заимствований в этих переводах, в целом, отмечается немного.   
Из ненецкого в другие языки пришло слово «парка».

#### Заимствования
Заимствования из русского языка появились в словарном составе ненецкого ещё задолго до советского времени, что свидетельствует об обширном хозяйственном и культурном влиянии на ненцев со стороны русских. К таким словам относятся, например, харабля «судно, корабль», хниска «книжка», пораха / порха «порох», харасин «керосин», хырбись / хырпиць «кирпич», ӈавця / ӈовця «овца», сяй «чай», сахарʼ «сахар». Много слов из русского языка, как уже было сказано ранее, вошло в ненецкий словарный состав после образования СССР: автомобиль, завод, электричество, совет и т. п. Особенно это касалось новых для ненцев областей деятельности, как например крупное животноводство и огородничество. 

#### Словообразование
В ненецком языке преобладает суффиксальное словообразование:
1. суффикс -ʼя обладает увеличительным значением: пэдара «лес» — пэдараʼя «большой лес, лесище»;
2. -ко несёт ласкательное значение: нява «заяц» — нявако «зайчик»;
3. -(ко)ця, -(ко)цяе несёт пренебрежительное значение: вэнеко «собака» — вэнекоцяе «собачонка»;
4. -раха (-лаха) несёт уподобительное значение: вэнекораха «подобный собаке»;
5. -х-рт (-гарт, -карт) обладает уступительным значением: вэсако «старик» — вэсакохорт «даже старик»;
6. -ри (-ли) придаёт ограничительное значение: тёня «лисица» — тёняри «только лисица»;
7. -х-ва (-гава, -кава) придаёт утвердительное значение: вэнекохова «собака-то»;
8. отсутствие выражается суффиксом -сяда (-зяда, -цяда): варʼ «грязь» — варцяда «чистый (безгрязный)»;
9. -савэй (-завэй, -цавэй) придаёт значение обладания: вэнекосавэй «имеющий собаку».

Прилагательные, являясь определением, могут становиться отрицательными с помощью слова ниня: пирця «высокий» — ниня пирця «невысокий». С помощью слова не «женщина» образуются наименования деятелей женского пола: пирензёда «повар» — не пирензёда «повариха». Многие существительные, будучи помещёнными перед другим существительным, становятся отымёнными прилагательными: так, слова пэ «камень» и еся «железо» могут принимать значение «каменный» и «железный», а слово нарэй «весна» — значение «весенний». 
Приставки в словообразовании почти не наблюдаются; можно отметить только приставку ву- (ӈу-) с утвердительным значением (Вунисяда тенеʼ «Ведь он не помнит этого») и вопросительную приставку хаʼ (Хаʼмандан? «Что ты скажешь?»). 
Те значения, что в русском языке передаются глагольными приставками, в ненецком нередко передаются сочетаниями двух глаголов: сюрмба(сь) «бежать» — сюрмба тось «прибежать» („бежать + прийти“), сюрмба хэсь «убежать» („бежать + уйти“), сюрмба тюсь «вбежать» и т. п.

## Пример текста
Текст Всеобщей декларации прав человека на ненецком языке:
- Ет хибяри ненэць соямариянта хуркари правада тнява, ӈобой ненэця ниду нись токалба, ӈыбтамба илевату тара («Все люди рождаются свободными и равными в своём достоинстве и правах. Они наделены разумом и совестью и должны поступать в отношении друг друга в духе братства»).